# Phytobia clypeolata
Phytobia clypeolata är en tvåvingeart som beskrevs av Mitsuhiro Sasakawa 1996. Phytobia clypeolata ingår i släktet Phytobia och familjen minerarflugor. Inga underarter finns listade i Catalogue of Life.